# Allobates pittieri
Allobates pittieri es una especie de anfibio anuro de la familia Aromobatidae.

## Distribución geográfica
Esta especie es endémica de Venezuela. Habita entre los 150 y 1700 metros sobre el nivel del mar en la Cordillera de la Costa y la Cordillera de Mérida en los estados de Falcón, Lara, Aragua y Carabobo.

## Etimología
Esta especie lleva el nombre en honor a Henri Pittier.

## Publicación original
- La Marca, Manzanilla, & Mijares-Urrutia, 2004 : Revisión taxonómica del Colostethus del norte de Venezuela confundido durante largo tiempo con C. brunneus. Herpetotropicos, vol. 1, n.º 4, p. 40-50[5]